# Sakai Hiroshi
Hiroshi Sakai (sinh ngày 19 tháng 10 năm 1976) là một cầu thủ bóng đá người Nhật Bản.

## Sự nghiệp câu lạc bộ
Hiroshi Sakai đã từng chơi cho Bellmare Hiratsuka và Oita Trinita.